# Johann Jakob Norbert Grund

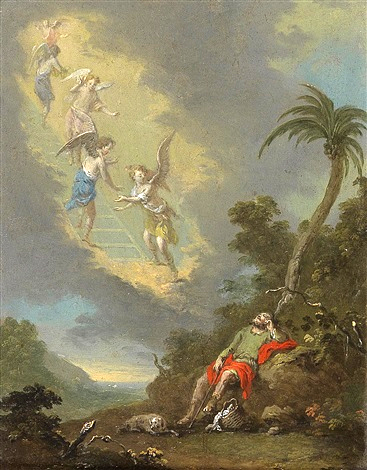
Jakobs Traum
von der Himmelsleiter

Johann Jakob Norbert Grund (* 2. Februar 1755 in Gunzenhausen; † 1814 in Prag) war ein böhmischer Maler, Schriftsteller und Musiker.

## Leben
Sein Vater, der Harfenist Johann/Jan Eustach Grund (* 1726), war ein Bruder des Prager Malers Norbert Grund (1717–1767); sein Großvater Christian Grund (um 1686–1751) war Hofmaler der Adelsfamilie Kolowrat in Prag.
Johann Jakob Grund wollte dem Jesuitenorden beitreten, aber nach dessen Aufhebung 1773 entschied er sich für den Beruf eines Miniaturmalers. Über seine Ausbildung als Maler sind keine Angaben bekannt, möglicherweise wurde er von seinem Onkel unterrichtet, es steht nur fest, dass er als Miniaturmaler in Ansbach tätig war.
Am 22. Juli 1779 kam er nach Rom und beschäftigte sich weiterhin mit der Malerei. Er heiratete dort im Jahr 1781. In Rom hatte er Kontakt zu Goethe, dieser bezeichnete ihn als „Cosetto“ („Sächelchen“). Am 9. September 1791 wurde er zum Professor an der Kunstakademie in Florenz berufen. 1794 verließ er Florenz und siedelte nach Deutschland, später nach Prag über. In Prag beschäftigte er sich hauptsächlich mit der Musik und wurde 1814 Professor am Prager Konservatorium.
Seine Söhne wurden ebenfalls Künstler: Francesco (* 1784 in Wien) wurde Maler, Enrico (* 28. Oktober 1883 in Rom) Kupferstecher und Kameenschneider, Vincenzo (* 30. September 1795 in Rom) Kupferstecher und Johann († 18. Februar 1847 in Rom) Kameenschneider.

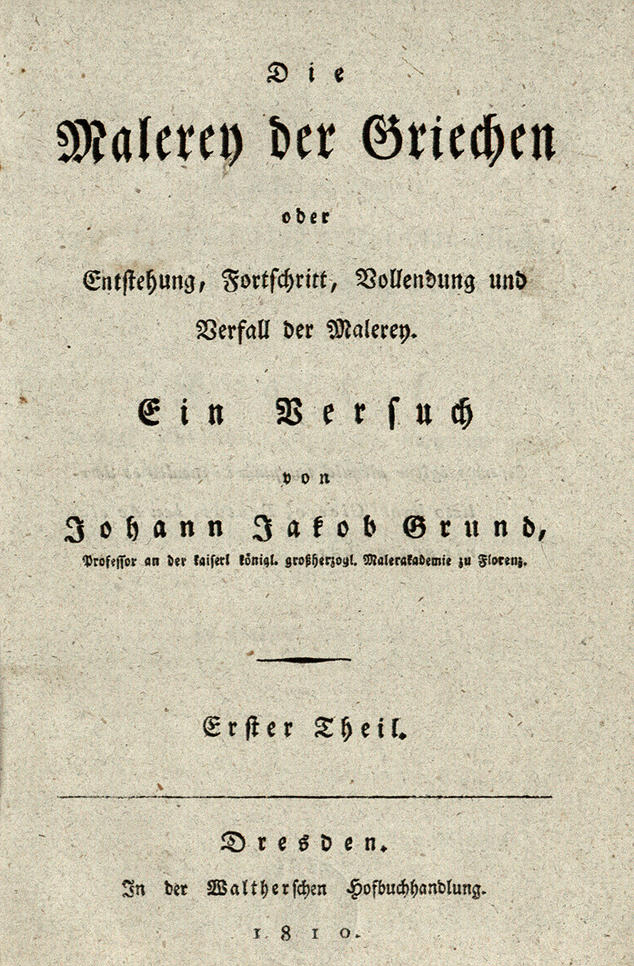
Die Malerey der Griechen, 1810

Johann Jakob Grund verfasste ein Trauerspiel, eine Reisebeschreibung nach Italien sowie ein Werk über die Malerei der Griechen. Seine Schrift über die Malerei der Griechen von 1810 ist das einzige Buch zur Kunst der Griechen, dass Karl Marx nachweisbar gelesen und exzerpiert hat.

## Schriften
- J. Jakob Grund: Kaiser Karl der Dritte, genannt der Dicke. Originaltrauerspiel in 5 Aufzügen. Kurzbeck, Wien 1784 (books.google.de).
- (anonym): Malerische Reise eines deutschen Künstlers nach Rom. Ein würdiger Pendant zu Volkmanns und von Archenholz Werken. 2 Teile in 1 Band. Hochleitter, Wien 1789 (babel.hathitrust.org).
- Johann Jakob Grund: Bildungsgeschichte der Malerei. In: Der Freimüthige oder Ernst und Scherz 4. Jahrgang, 1806, Nr. 68, S. 269–271; Nr. 70, S. 278–279; Nr. 71, S. 281–282; Nr. 72, S. 286–287; Nr. 73, S. 290–291.
- Johann Jakob Grund: Die Malerey der Griechen oder Entstehung, Fortschritt, Vollendung und Verfall der Malerey. Ein Versuch. 2 Bände, Walther, Dresden 1810/11 (uni-heidelberg.de).